# Mosaic Records
Pour les articles homonymes, voir Mosaïc (homonymie).

Logo officiel de Mosaic Records.

Mosaic Records est un label américain spécialisé dans le jazz, fondé en 1983 par Michael Cuscuna et Charlie Lourie (partenaire actuel Fred Pustay, depuis 1994). Le label édite des coffrets en quantité limitée (initialement sur LP) d'enregistrements de jazz, souvent épuisés. Les producteurs de Mosaic CD et disques vinyles sont Michael Cuscuna et Scott Wenzel. 
Les enregistrements sont loués aux grandes maisons de disques, généralement pour une période de trois ou cinq ans, avec l'édition limitée à un nombre précis d'exemplaires, typiquement 5 000. Parfois, le catalogue complet d'un label peut apparaître comme les masters complets de Commodore Records qui figurent dans trois coffrets constitués de quelque 66 disques. En 2003, la société lance la série Select d'enregistrements, pas nécessairement «complets» dans le sens habituel. En 2006, la société démarre une troisième ligne, Mosaic singles, une série consacrée à la réédition d'albums individuels sur CD, qui n'ont pas été disponibles auparavant dans les éditions américaines, ou pas du tout. En 2009, Mosaic revient au format vinyle avec HQ Vinyl Series et deux coffrets de trois et quatre disques vinyle en tirage limité de 2 500 - 5 000 copies.
Les coffrets de Mosaic sont principalement vendus et distribués directement aux clients, d'abord encouragée par les principales publications de jazz, puis catalogue de commande, et maintenant l'Internet. Les trois premières années de ventes ne sont pas brillantes. En 1986, Michael Cuscuna demande de l'aide à au producteur Fred Seibert qui fait partie de ses connaissances. Avec Alan Goodman (en) et leur entreprise, Fred / Alan Inc. à New York, ils conçoivent un catalogue et une stratégie qui ont immédiatement décuplé les ventes et mis pour la première fois la société sur des bases solides. 
Plus de 200 coffrets ont été produits par la société. Depuis 1998, Capitol Records détient 50 % de Mosaic qui fait partie du groupe Blue Note Records. 

## Discographie

### Mosaic
- 101 The Complete Blue Note Recordings of Thelonious Monk (4 LP)[2]
- 102 The Complete Pacific Jazz and Capitol Recordings of the Original Gerry Mulligan Quartet and Tentette with Chet Baker (3 CD ou 5 LP)
- 103 The Complete Blue Note Recordings of Albert Ammons and Meade Lux Lewis (2 CD ou 3 LP)
- 104 The Complete Blue Note and Pacific Jazz Recordings of Clifford Brown (5 LP)[3]
- 105 The Complete Pacific Jazz Small Group Recordings of Art Pepper (3 LP)
- 106 The Complete Blue Note Recordings of the Tina Brooks Quintet (4 LP)
- 107 The Complete Blue Note Forties Recordings of Ike Quebec and John Hardee (3 CD ou 4 LP)
- 108 The Complete Recordings of The Port of Harlem Jazzmen (1 LP)
- 109 The Complete Edmond Hall/James P. Johnson/Sidney De Paris/Vic Dickenson Blue Note Sessions (4 CD ou 6 LP)
- 110 The Complete Blue Note Recordings of Sidney Bechet (4 CD ou 6 LP)
- 111 The Complete Candid Recordings of Charles Mingus (3 CD ou 4 LP)
- 112 The Complete Black Lion Vogue Recordings of Thelonious Monk (3 CD ou 4 LP)
- 113 The Complete Pacific Jazz Live Recordings of the Chet Baker Quartet with Russ Freeman (3 CD ou 4 LP)
- 114 The Complete Art Hodes Blue Note Sessions (4 CD ou 5 LP)
- 115 The Benny Morton/Jimmy Hamilton Blue Note Swingtets (1 LP)
- 116 The Complete Bud Powell Blue Note Recordings (1949-1958) (5 LP)
- 117 The Complete Verve Recordings of the Buddy De Franco Quartet/Quintet with Sonny Clark (4 CD ou 5 LP)
- 118 The Complete Blue Note Recordings of Herbie Nichols (3 CD ou 5 LP)
- 119 The Pete Johnson/Earl Hines/Teddy Bunn Blue Note Sessions (1 LP)
- 120 The Complete Recordings of the Paul Desmond Quartet with Jim Hall (4 CD ou 6 LP)
- 121 The Complete Blue Note 45 Sessions of Ike Quebec (2 CD ou 3 LP)
- 122 The Complete Pacific Jazz Studio Recordings of the Chet Baker Quartet with Russ Freeman (3 CD ou 4 LP)
- 123 The Complete Commodore Jazz Recordings, Volume I (23 LP)
- 124 The Complete Blue Note Recordings of Freddie Redd (2 CD ou 3 LP)
- 125 The Complete Atlantic and EMI Jazz Recordings of Shorty Rogers (4 CD ou 6 LP)
- 126 The Complete Johnny Hodges Recordings 1951-1955 (6 LP)
- 127 The Complete Candid Recordings of Cecil Taylor and Buell Neidlinger (4 CD ou 6 LP)
- 128 The Complete Commodore Jazz Recordings, Volume II (23 LP)
- 129 The Complete Benedetti Recordings of Charlie Parker (7 CD)
- 130 The Complete Recordings of T-Bone Walker 1940-1954 (6 CD ou 9 LP)
- 131 The Complete Recordings of the Stan Getz Quintet with Jimmy Raney (3 CD ou 4 LP)
- 132 The Complete Blue Note Recordings of George Lewis (3 CD ou 5 LP)
- 133 The Complete Blue Note Recordings of Grant Green with Sonny Clark (4 CD ou 5 LP)[4]
- 134 The Complete Commodore Jazz Recordings, Volume III (20 LP)
- 135 The Complete Roulette Live Recordings of Count Basie and His Orchestra (1959-1962) (8 CD ou 12 LP)
- 136 Stan Kenton: The Complete Capitol Recordings of the Holman & Russo Charts (4 CD ou 6 LP)
- 137 The Complete Blue Note Recordings of Larry Young (6 CD ou 9 LP)
- 138 The Complete Capitol Recordings of the Nat King Cole Trio (18 CD ou 27 LP), Grammy Award du meilleur album historique 1992
- 139 The Complete Candid Otis Span/Lightnin' Hopkins Sessions (3 CD ou 5 LP)
- 140 The Complete Master Jazz Piano Series (4 CD ou 6 LP)
- 141 The Complete Blue Note Recordings of Art Blakey's 1960 Jazz Messengers (6 CD ou 10 LP)[5]
- 142 The Complete CBS Studio Recordings of Woody Shaw (3 CD ou 4 LP)
- 143 The Complete 1959 CBS Charles Mingus Sessions (4 Q-LP)
- 144 The Complete CBS Buck Clayton Jam Sessions (6 CD ou 8 Q-LP)
- 145 The Complete Blue Note Recordings of Don Cherry (2 CD ou 3 Q-LP)
- 146 The Complete Decca Studio Recordings of Louis Armstrong and the All Stars (6 CD ou 8 Q-LP)[6]
- 147 The Complete Serge Chaloff Sessions (4 CD ou 5 Q-LP)
- 148 The Complete Capitol Small Group Recordings of Benny Goodman 1944-1955 (4 CD ou 6 Q-LP)
- 149 The Complete Roulette Studio Recordings of Count Basie and His Orchestra (10 CD ou 15 Q-LP)
- 150 The Complete Blue Note 1964-66 Jackie McLean Sessions (4 CD ou 6 Q-LP)
- 151 The Complete Solid State Recordings of the Thad Jones / Mel Lewis Orchestra (5 CD ou 7 Q-LP)
- 152 The Complete CBS Recording of Eddie Condon and His All Stars (5 CD ou 7 Q-LP)
- 153 The Complete Aladdin Recordings of Charles Brown (5 CD ou 7 Q-LP)
- 154 The Complete February 1957 Jimmy Smith Blue Note Sessions (3CD ou 5 Q-LP)
- 155 The Complete Aladdin Recordings of Amos Milburn (7 CD ou 10 Q-LP)
- 156 The Complete Roulette Recordings of the Maynard Ferguson Orchestra (10 CD ou 14 Q-LP)
- 157 The Complete Capitol Recordings Of George Shearing (5 CD ou 7 Q-LP)
- 158 MIles Davis: The Complete Plugged Nickel Sessions (10 Q-LP) [7]
- 159 The Phil Woods Quartet/Quintet 20th Anniversary Set (5 CD ou 7 Q-LP)
- 160 The Complete Capitol Recordings Of Duke Ellington (5 CD ou 7 Q-LP)[8]
- 161 The Complete Blue Note Andrew Hill Sessions (1963-66) (7 CD ou 10 LP)[9]
- 162 The Complete Blue Note Lee Morgan Fifties Sessions (4 CD ou 6 LP)
- 163 The Complete Capitol Studio Recordings of Stan Kenton 1943-47 (7 CD ou 10 Q-LP)
- 164 Miles Davis/Gil Evans: The Complete Columbia Studio Recordings (11 LP)[10]
- 165 The Complete Illinois Jacquet Sessions 1945-50 (4 CD ou 6 LP)
- 166 The Complete Blue Note/UA Curtis Fuller Sessions (3 CD ou 5 LP)
- 167 The Complete Blue Note Sam Rivers Sessions (3 CD ou 5 LP)
- 168 The Complete Capitol Fifties Jack Teagarden Sessions (4 CD ou 6 LP)
- 169 The Complete Columbia J.J. Johnson Small Group Sessions (7 CD ou 11 LP)
- 170 Classic Capitol Jazz Sessions (12 CD ou 19 LP)
- 171 Bill Evans: The Final Village Vanguard Sessions-June 1980 (10 LP)
- 172 The Complete Blue Note/UA/Roulette Recordings of Thad Jones (3 CD ou 5 Q-LP)
- 173 The Complete Verve Recordings of the Teddy Wilson Trio (5 CD ou 8 Q-LP)
- 174 The Complete Atlantic Recordings of Lennie Tristano, Lee Konitz & Warne Marsh (6 CD ou 10 Q-LP)
- 175 The Complete Pacific Jazz Recordings of the Chico Hamilton Quintet (6 CD ou 9 Q-LP)
- 176 The Complete Capitol & Atlantic Recordings of Jimmy Giuffre (6 CD ou 10 Q-LP)
- 177 The Complete Studio Recordings Of The Miles Davis Quintet 1965 - June 1968 (10 Q-LP), Grammy Award des meilleures notes d'album 1998[10]
- 178 The Complete Blue Note Blue Mitchell Sessions (1963-67) (4 CD ou 6 Q-LP)
- 179 The Atlantic New Orleans Jazz Sessions (4 CD ou 6 LP)
- 180 The Pacific Jazz Bud Shank Studio Sessions (1956-61) (5 CD ou 7 LP)
- 181 The Complete Blue Note Hank Mobley Fifties Sessions (6 CD)
- 182 The Complete Verve/Clef Charlie Ventura/Flip Philips Studio Sessions (6 CD ou 9 Q-LP)
- 183 Miles Davis: The Complete Bitches Brew (6 Q-LP)[11]
- 184 The Complete Peggy Lee & June Christy Capitol Transcription Sessions (5 CD)
- 185 Kenton Presents: Bob Cooper, Bill Holman & Frank Rosolino (4 CD)
- 186 The Complete Verve Stuff Smith Sessions (4 CD)
- 187 The Complete H.R.S. Sessions (6 CD)
- 188 The Complete Anita O'Day Verve/Clef Sessions (9 CD)
- 189 The Complete Kid Ory Verve Sessions (8 CD)
- 190 The Complete Django Reinhardt HMV Sessions (6 CD)[12]
- 191 The Complete Columbia Recordings Of Miles Davis With John Coltrane (9 Q-LP)
- 192 The Complete Capitol Recordings of Gene Krupa & Harry James (7 CD)
- 193 Duke Ellington: The Reprise Studio Recordings (5 CD)
- 194 The Complete Blue Note Donald Byrd/Pepper Adams Studio Sessions (4 CD)[13]
- 195 The Complete Blue Note Elvin Jones Sessions (8 CD)
- 196 The Complete Capitol Recordings of Woody Herman (6 CD)[14]
- 197 The Complete Blue Note Horace Parlan Session (5 CD ou 8 Q-LP)
- 198 The Complete Pacific Jazz Recordings of Gerald Wilson and His Orchestra (5 CD)
- 199 The Columbia Jazz Piano Moods Sessions (7 CD)
- 200 The Complete Verve Johnny Hodges Small Group Sessions 1956-61 (6 CD)
- 201 The Complete Mercury Max Roach Plus Four Sessions (7 CD)
- 202 The Complete Vee Jay Lee Morgan & Wayne Shorter Sessions (6 CD)
- 203 The Complete Capitol Four Freshmen Fifties Sessions (9 CD)
- 204 The Complete Columbia Recordings of Mildred Bailey (10 CD)
- 205 The Complete Vee Jay Paul Chambers & Wynton Kelly Sessions 1959-61
- 206 Classic Columbia Condon Mob Sessions (8 CD)
- 207 The Complete Pacific Jazz Joe Pass Quartet Sessions (5 CD)[15]
- 208 The Complete Roost Sonny Stitt Studio Sessions (9 CD)
- 209 Miles Davis: The Complete In A Silent Way Sessions (6 Q-LP)[16]
- 210 The Complete Capitol Bobby Hackett Solo Sessions (5 CD)
- 211 The Complete OKeh & Brunswick Recordings Of Bix Beiderbecke, Frank Trumbauer and Jack Teagarden 1924-1936 (7 CD)
- 212 The Blue Note Stanley Turrentine Qt./Sxt. Sessions
- 213 Classic Columbia And OKeh Joe Venuti And Eddie Lang Sessions (8 CD)
- 214 The Complete Roulette Sarah Vaughan Studio Sessions (8 CD)
- 215 The Complete Blue Note Lou Donaldson Sessions 1957-1960 (6 CD)
- 216 The Complete Roost Johnny Smith Small Group Sessions
- 217 The Complete Brunswick & Vocalion Recordings Of Louis Prima And Wingy Manone 1924-1937 (6 CD)
- 218 The Complete Roulette Jack Teagarden Sessions
- 219 The Complete Bruswick, Parlophone and Vocalion Bunny Berigan Sessions (7 CD)[17]
- 220 Miles Davis: The Complete Blackhawk Sessions (6 Q-LP)
- 221 The Complete Verve Gerry Mulligan Concert Band Sessions (4 CD)
- 222 The Complete Verve Roy Eldridge Studio Sessions (7 CD)
- 223 The Complete Woody Herman Columbia (1945-7) (7 CD)[18]
- 224 The Complete Verve Tal Farlow Sessions (7 CD)
- 225 The Complete Argo/Mercury Art Farmer/Benny Golson/Jazztet Sessions (7 CD)
- 226 Miles Davis: The Complete 1963-1964 Columbia Recordings (10 Q-LP)
- 227 The Complete Roulette Dinah Washington Sessions (5 CD)
- 228 Columbia Small Group Swing Sessions 1953-1962 (8 CD)
- 229 The Complete Clef/Verve Count Basie Fifties Studio Recordings (8 CD)
- 230 Jazz Crusaders:Pacific Jazz Quintet Studio Sessions (6 CD)
- 231 Thelonious Monk /John Coltrane at Carnegie Hall-LP (1 LP)[19]
- 232 Classic Emarcy, Verve Small Grp Buddy Rich Sessions (7 CD)[20]
- 233 The Oliver Nelson Verve/Impulse Big Band Sessions (6 CD)
- 234 Verve/Philips Dizzy Gillespie Small Group Sessions (7 CD)
- 235 Duke Ellington: 1936-40 Small Group Sessions (7 CD)[8]
- 236 Classic Chu Berry Columbia and Victor Sessions (7 CD)
- 237 The Quincy Jones ABC/Mercury Big Band Jazz Sessions (5 CD)
- 238 The Complete Lionel Hampton Victor Sessions 1937-41 (5 CD)[21]
- 239 The Lester Young/Count Basie Sessions 1936-1940 (4 CD)
- 240 The Columbia and OKeh Benny Goodman Orchestra Sessions (7 CD)
- 241 The Complete Clef/Mercury Rec. Of Oscar Peterson Trio (7 CD)
- 242 The Complete Arista Recordings of Anthony Braxton (8 CD)
- 243 The Complete Louis Armstrong Decca Sessions 1935-46 (7 CD)[6]
- 244 Classic Artie Shaw Bluebird And Victor Sessions (7 CD)[22]
- 245 The Bing Crosby CBS Radio Recordings (1954-56) (7 CD)
- 246 The Complete Ahmad Jamal Trio Argo Sessions (9 CD)
- 247 Novus & Columbia Recordings of Henry Threadgill & Air (8 CD)
- 248 The Complete 1932-1940 Brunswick, Columbia, and Master Recordings of Duke Ellington and His Famous Orchestra (11 CD)[8]
- 249 Complete Atlantic Studio Recordings of The Modern Jazz Quartet 1956-64 (7 CD)
- 250 The Complete Jimmie Lunceford Decca Sessions (7 CD)
- 251 Classic Coleman Hawkins Sessions 1922-1947 (8 CD)[23]
- 252 The Complete Chick Webb & Ella Fitzgerald Decca Sessions (1934-1941) (8 CD)
- 253 Charles Mingus - The Jazz Workshop Concerts 1964-65 (7 CD)
- 254 Classic Earl Hines Sessions 1928-1945 (7 CD)[24]
- 255 Woody Shaw: The Complete Muse Sessions (7 CD)
- 256 The Complete Clifford Jordan Strata-East Sessions (6 CD)
- 257 The Columbia and RCA Victor Live Recordings of Louis Armstrong and the All Stars (9 CD)
- 258 The Rosemary Clooney CBS Radio Recordings 1955-61 (5 CD)
- 260 The Complete Dial Modern Jazz Sessions (9 CD)

### Mosaic Selects
- MS-001 Mosaic Select: Grachan Moncur
- MS-002 Mosaic Select: Carmell Jones
- MS-003 Mosaic Select: Bennie Green
- MS-004 Mosaic Select: Randy Weston
- MS-005 Mosaic Select: Paul Chambers
- MS-006 Mosaic Select: John Patton
- MS-007 Mosaic Select: Curtis Amy
- MS-008 Mosaic Select: Duke Pearson
- MS-009 Mosaic Select: Bob Brookmeyer
- MS-010 Mosaic Select: Bud Shank and Bob Cooper
- MS-011 Mosaic Select: Dizzy Reece
- MS-012 Mosaic Select: Dave Liebman & Richie Beirach
- MS-013 Mosaic Select: Don Pullen
- MS-014 Mosaic Select: Dexter Gordon
- MS-015 Mosaic Select: Art Pepper
- MS-016 Mosaic Select: Andrew Hill
- MS-017 Mosaic Select: Johnny Richards
- MS-018 Mosaic Select: Freddie Slack
- MS-019 Mosaic Select: Pacific Jazz (en) Piano Trios
- MS-020 Mosaic Select: Charles Tolliver
- MS-021 Mosaic Select: Gerry Mulligan
- MS-022 Mosaic Select: Sidney Bechet
- MS-023 Mosaic Select: Andrew Hill
- MS-024 Mosaic Select: Tony Williams
- MS-025 Mosaic Select: McCoy Tyner
- MS-026 Mosaic Select: Bobby Hutcherson
- MS-027 Mosaic Select: Al Cohn, Joe Newman & Freddie Green
- MS-028 Mosaic Select: Johnny Mercer
- MS-029 Mosaic Select: Onzy Matthews (en)
- MS-030 Mosaic Select: Boogie Woogie and Blues Piano
- MS-031 Mosaic Select: Woody Herman
- MS-032 Mosaic Select: Dave Liebman, Randy Brecker, Richie Beirach, Frank Tusa (en), Al Foster: Live at the Village Vanguard
- MS-033 Mosaic Select: Toshiko Akiyoshi – Lew Tabackin Big Band (en)
- MS-034 Mosaic Select: Denny Zeitlin (en)
- MS-035 Mosaic Select: John Handy
- MS-036 Mosaic Select: John Carter & Bobby Bradford
- MS-037 Mosaic Select: Charles Tolliver Big Band
- MS-038 Mosaic Select: Sam Rivers and the Rivbea All-Star Orchestra - Trilogy

### Mosaic Singles
- MCD-1001 Duke Ellington: The Cosmic Scene
- MCD-1002 Bud Freeman: Chicago/Austin High School Jazz in Hi-Fi
- MCD-1003 Al Cohn/Bill Perkins/Richie Kamuca: The Brothers!
- MCD-1004 J.J. Johnson: J.J.!
- MCD-1005 Art Blakey: Hard Bop
- MCD-1006 Charles Lloyd: Of Course, Of Course
- MCD-1007 Slide Hampton: Drum Suite
- MCD-1008 Lee Wiley: West Of The Moon
- MCD-1009 Buddy Rich: Rich In London
- MCD-1010 Art Farmer: The Time and the Place
- MCD-1011 Jimmy Witherspoon: Goin'To Kansas City
- MCD-1012 Various Artists: The Jazz Piano
- MCD-1013 Woody Herman: Woody's Winners
- MCD-1014 Duke Ellington: Newport 1958
- MCD-1015 J.J. Johnson & Kai Winding: Trombone for Two
- MCD-1016 Ruby Braff: Hi-Fi Salute To Bunny
- MCD-1017 Jonah Jones: At The Embers
- MCD-1018 George Wein: Is Alive and Well
- MCD-1019 Helen Merrill and Dick Katz (en): The Helen Merrill/Dick Katz Sessions
- MCD-1020 Helen Merrill: Casa Forte

### Mosaic HQ Vinyl Series
- 3001 The Complete Thelonious Monk At The It Club (4 LP)
- 3002 Ella & Duke at the Cote D'Azur (3 LP)
- 3003 Stan Getz:The 1953-54 Norgran Studio Sessions (4 LP)
- 3004 The Clifford Brown & Max Roach Emarcy Albums (4 LP)
- 3005 John Coltrane: The Complete Sun Ship Session (3 LP)
- 3006 Roland Kirk: The Limelight/Verve Albums (4 LP)
- 3007 Louis Armstrong & The All Stars: Newport 1956 &1958 (4 LP)

## Récompenses
- 1992 : Grammy Award du meilleur album historique pour Nat King Cole, The Complete Capitol Trio Recordings
- 1998 : Grammy Award des meilleures notes d'album pour Miles Davis, Miles Davis Quintet, 1965-68: The Complete Columbia Studio Recordings